# Stipa
- Commons
- Wikispecies

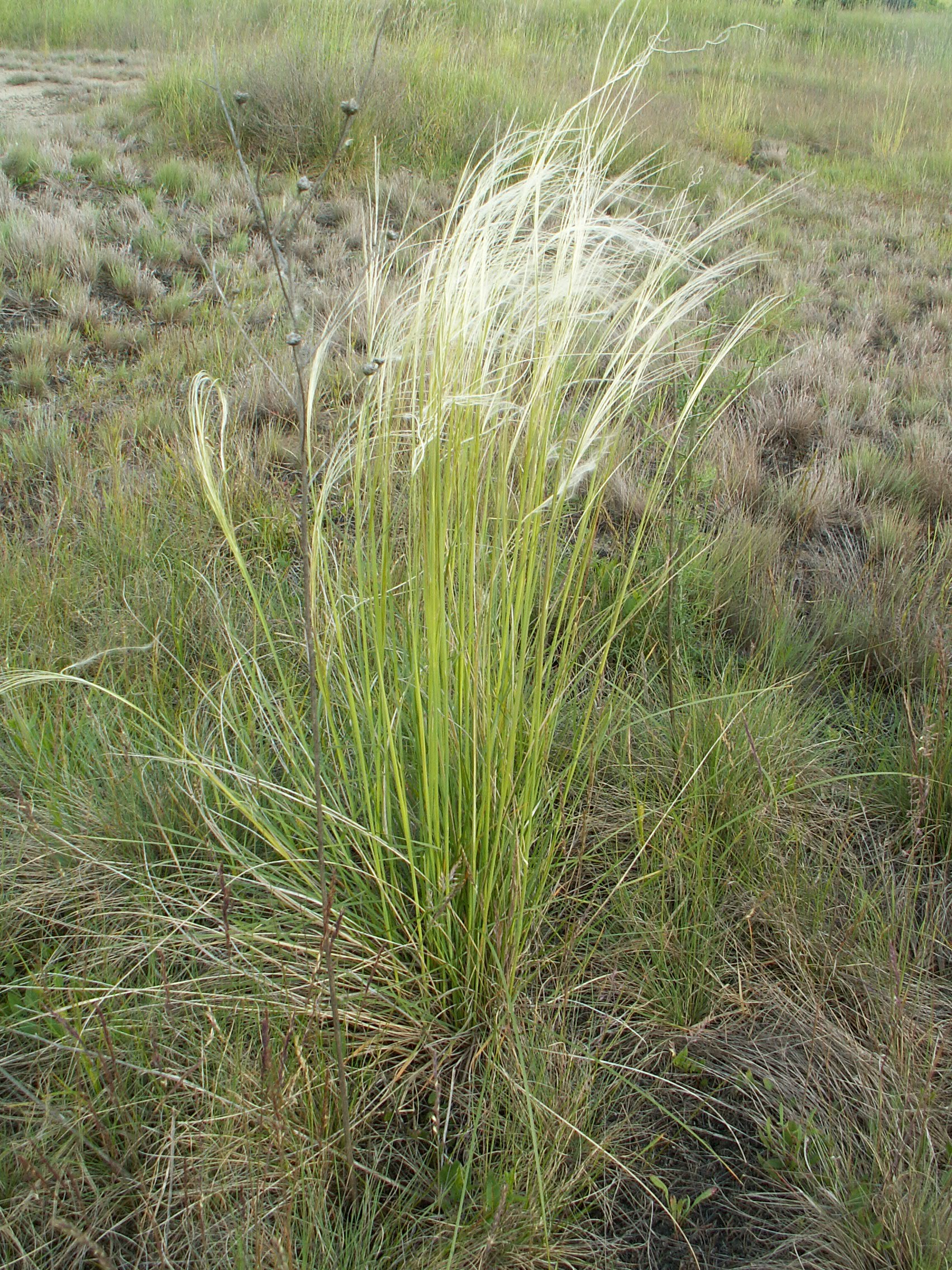
Stipa borysthenica

Stipa L. (estipa) é um género botânico pertencente à família Poaceae.
Na classificação taxonômica de Jussieu (1789), Stipa é o nome de um gênero  botânico,  ordem  Gramineae,  classe Monocotyledones com estames hipogínicos.

## Sinonímia
| - Achnatherum P. Beauv. - Lasiagrostis Link - Anemanthele Veldkamp - Aristella Bertol. - Jarava Ruiz et Pav. - Macrochloa Kunth - Orthoraphium Nees | - Patis Ohwi - Ptilagrostis Griseb. - Sparteum P. Beauv. - Stupa Asch. - Timouria Roshev. - Trichosantha Steud. |

## Espécies
| - Stipa angustifolia Hitchc. - Stipa arabica Trin. & Rupr. - Stipa arida M. E. Jones - Stipa avenacioides Nash - Stipa barbata Desf. - Stipa brandisii Mez - Stipa bromoides (L.) Dorfier - Stipa capensis Thunb. - Stipa capillata L. - Stipa ceresiensis Kuntze - Stipa chrysophylla Desv. - Stipa clandestina Hack. - Stipa comata Trin. & Rupr. - Stipa constricta Hitchc. - Stipa coronata Thunb. - Stipa eminens Cav. - Stipa flexuosa Vasey - Stipa gigantea Link - Stipa gilliesii Hitchc. - Stipa hirticulmis S. L. Hatch, Valdés-Reyna & Morden - Stipa humilis Cav. - Stipa iberica Martinovsky - Stipa ichu - Stipa kingii Bol. - Stipa koelzii R. R. Stewart - Stipa lagascae Roemer e Schultes - Stipa latissimifolia Kuntze | - Stipa leiantha Hitchc. - Stipa lemmoni (Vasey) Scribn. - Stipa leptostachya Griseb. - Stipa lettermani Vasey - Stipa longecyclindrica Kuntze - Stipa megalosperma J. Presl - Stipa mexicana Hitchc. - Stipa mongolica Porter & J. M. Coult. - Stipa multinodis Scribn. - Stipa nelsonii Scribn. - Stipa occidentalis Thurb. - Stipa offneri Breistr. - Stipa parishii Vasey - Stipa parvillora Desf. - Stipa pennata L. - Stipa petriei Buchanan - Stipa pringlei Beal - Stipa pulchra Hitchc. - Stipa quadrifaria Kuntze - Stipa saltensis Kuntze - Stipa saxicola Hitchc. - Stipa scribneri Vasey - Stipa stillmanii Bol. - Stipa stricta Vasey - Stipa tandilensis Kuntze - Stipa tenacissima L. - Stipa tortuosa E. Desv. |

- «Lista completa»

## Classificação do gênero
| Sistema | Classificação                   | Referência               |
| ------- | ------------------------------- | ------------------------ |
| Linné   | Classe Triandria, ordem Digynia | Species plantarum (1753) |

- «Ordem Gramineae». em Jussieu, Antoine Laurent de (1789). "Genera Plantarum, secundum ordines naturales disposita juxta methodum in Horto Regio Parisiensi exaratam"